# Yendi Phillipps
Yendi Phillipps (sinh ngày 8 tháng 9 năm 1985) là Hoa hậu Jamaica 2007. Theo đó, cô đại diện cho đất nước Jamaica để tham dự cuộc thi Hoa hậu Thế giới 2007 tổ chức tại Tam Á, Trung Quốc.
Yendi sinh tại thủ đô Kingston của Jamaica. Cô hiện đã tốt nghiệp cử nhân ngành múa và đang theo đuổi bằng thạc sĩ ngành giải trí và quản lý thời gian. Cô từng làm giáo viên dạy nhảy ở Jamaica trong khoảng 3 năm và đã từng đi du học tại New York, Mỹ. Tài năng của cô là nhảy, bao gồm các điệu nhảy hiện đại hay các vũ điệu truyền thống châu Phi và Caribbean. Các sở thích khác của cô là xem cricket, bơi và đọc sách. Câu khẩu hiệu của cô là: Cuộc sống thật ngắn nên hãy làm mọi thứ bằng cả trái tim một cách tận tâm, yêu cuộc sống và sống trong tình yêu !
Tại cuộc thi Hoa hậu Thế giới 2007, Yendi được đánh giá là một trong những ứng cử viên sáng giá. Cô đã giành được thành công đầu tiên khi đoạt á hậu một phần thi Hoa hậu Bãi biển. Cô cũng lọt vào top 5 Hoa hậu Nhân ái vì đã tham gia tổ chức quyên góp tiền giúp đỡ người dân Jamaica bị thiệt hại sau bão. Trong đêm chung kết, cô xuất sắc lọt vào Top 16 người đẹp nhất.
Năm 2010, cô trở thành đại diện cho đất nước mình tham dự Hoa hậu Hoàn vũ và xuất sắc đoạt danh hiệu Á hậu 1.